# Mercedes-Benz C 253
Der Mercedes-Benz C 253 ist ein SUV-Coupé der deutschen Automobilmarke Mercedes-Benz. Das Fahrzeug wurde unter dem Namen GLC Coupé vermarktet, es basiert auf dem Mercedes-Benz GLC (X 253).

## Geschichte
Einen ersten Ausblick auf das Fahrzeug lieferte die auf der Shanghai Auto Show 2015 vorgestellte Designstudie Mercedes-Benz Concept GLC Coupé, die von einem Dreiliter-V6-Ottomotor mit 270 kW (367 PS) angetrieben wird.
Die Serienversion des Fahrzeugs wurde am 23. März 2016 auf der New York International Auto Show vorgestellt. Die Produktion startete Ende Juni 2016 und erfolgte gemeinsam mit der Limousine und dem T-Modell der C-Klasse sowie dem GLC auf einer Montagelinie im Werk Bremen.
Das Nachfolgemodell C 254 wurde am 14. März 2023 vorgestellt.

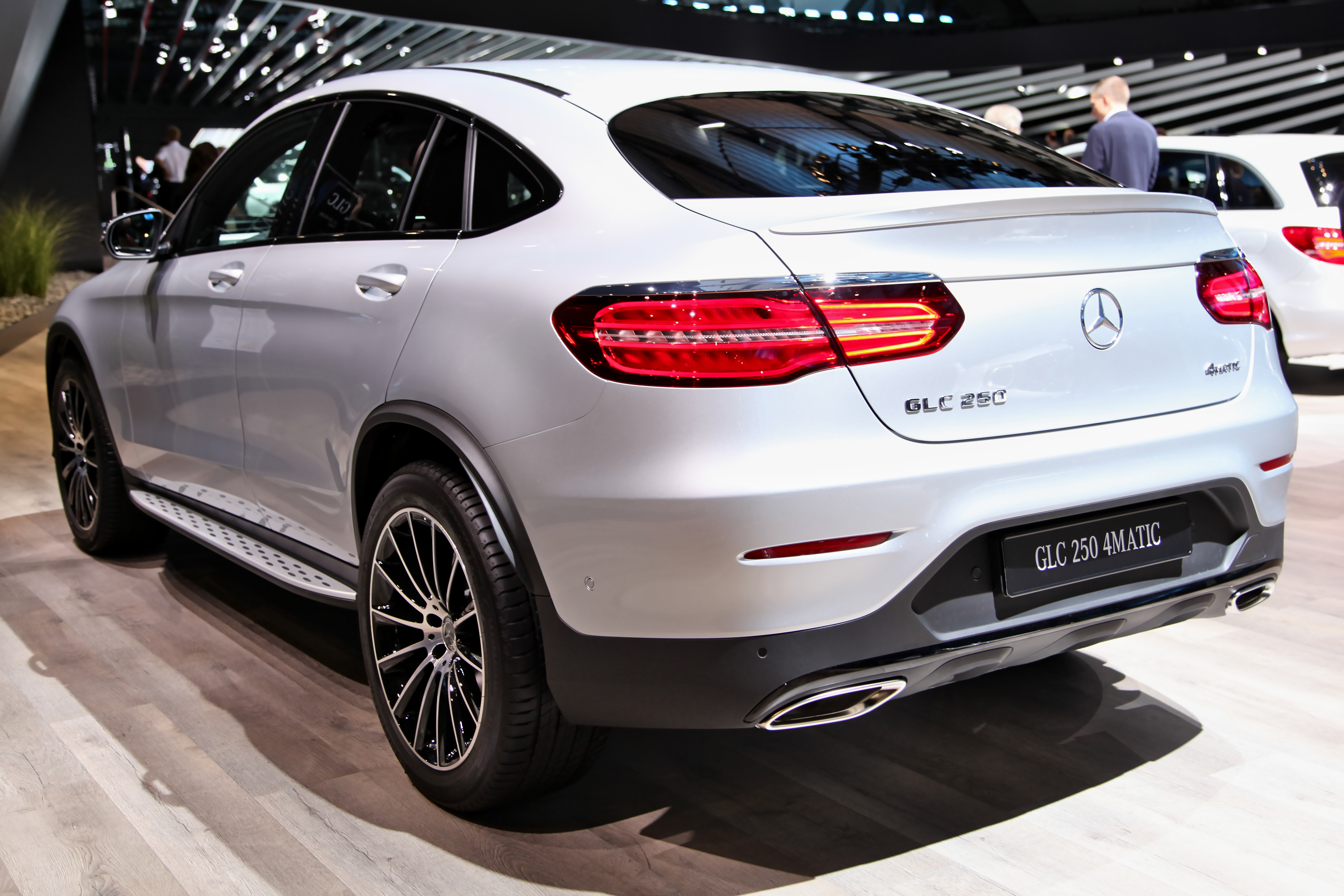
Heckansicht
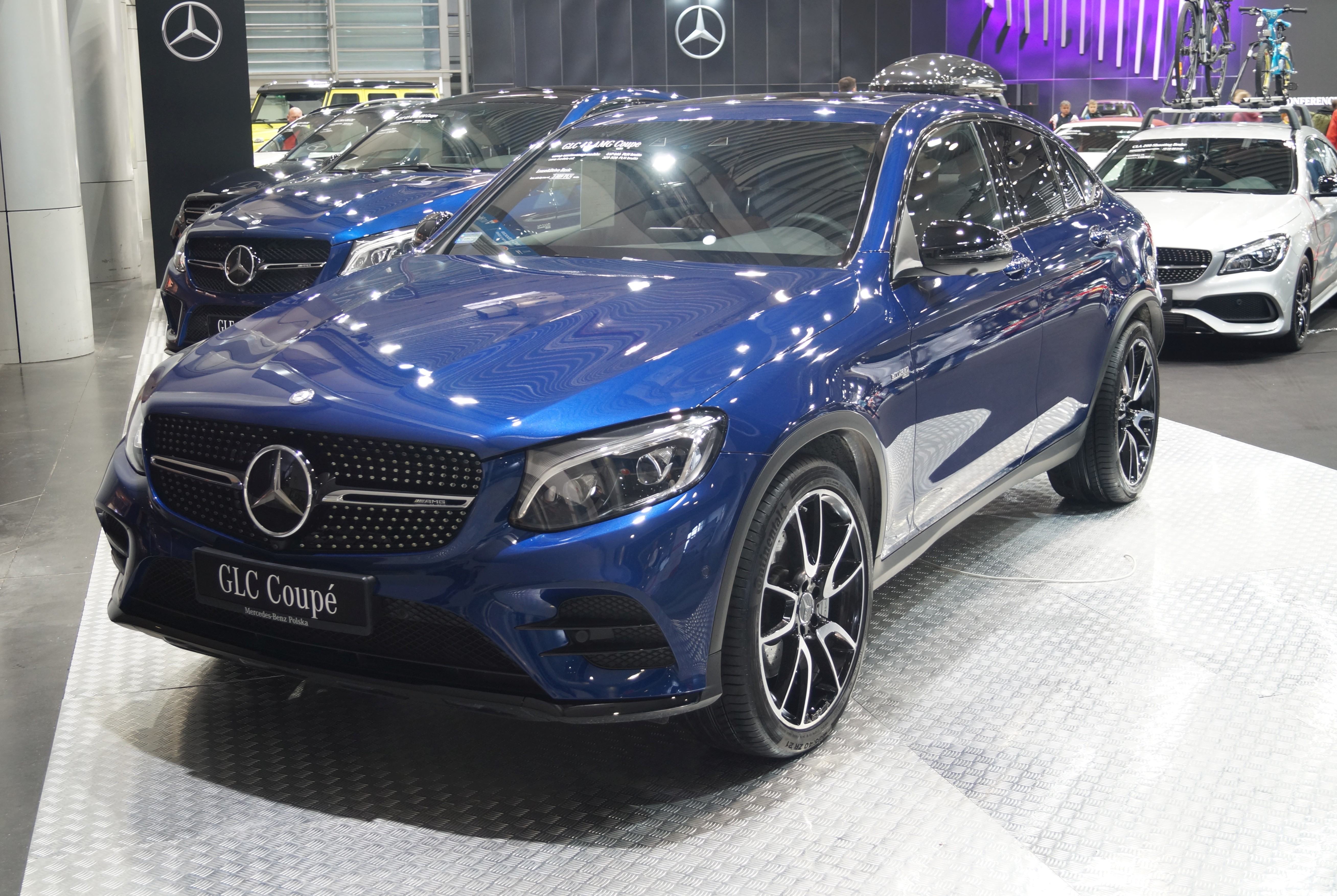
Mercedes-AMG GLC 43 4MATIC Coupé (2016–2019)
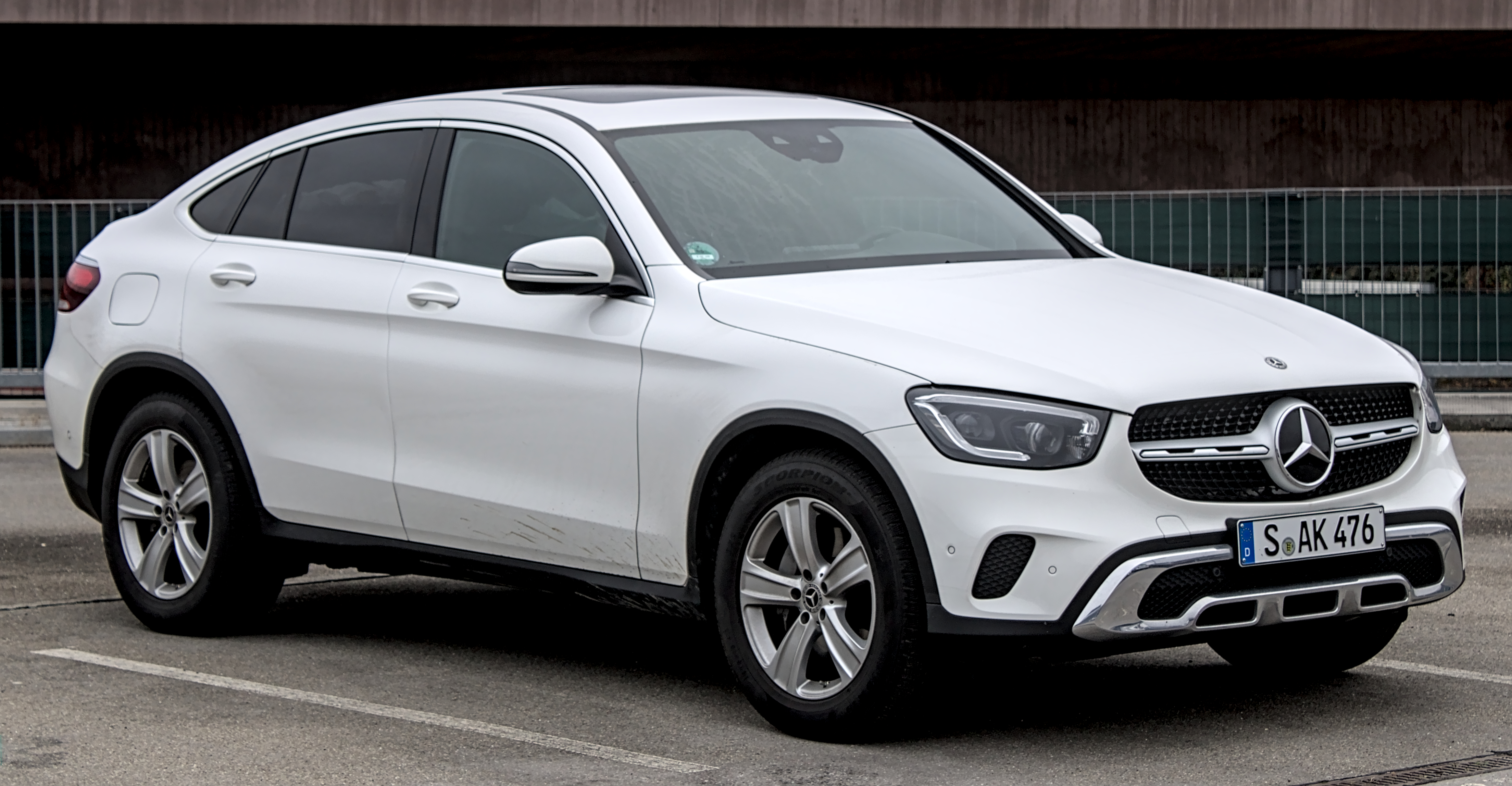
Mercedes-Benz GLC Coupé (2019–2023)
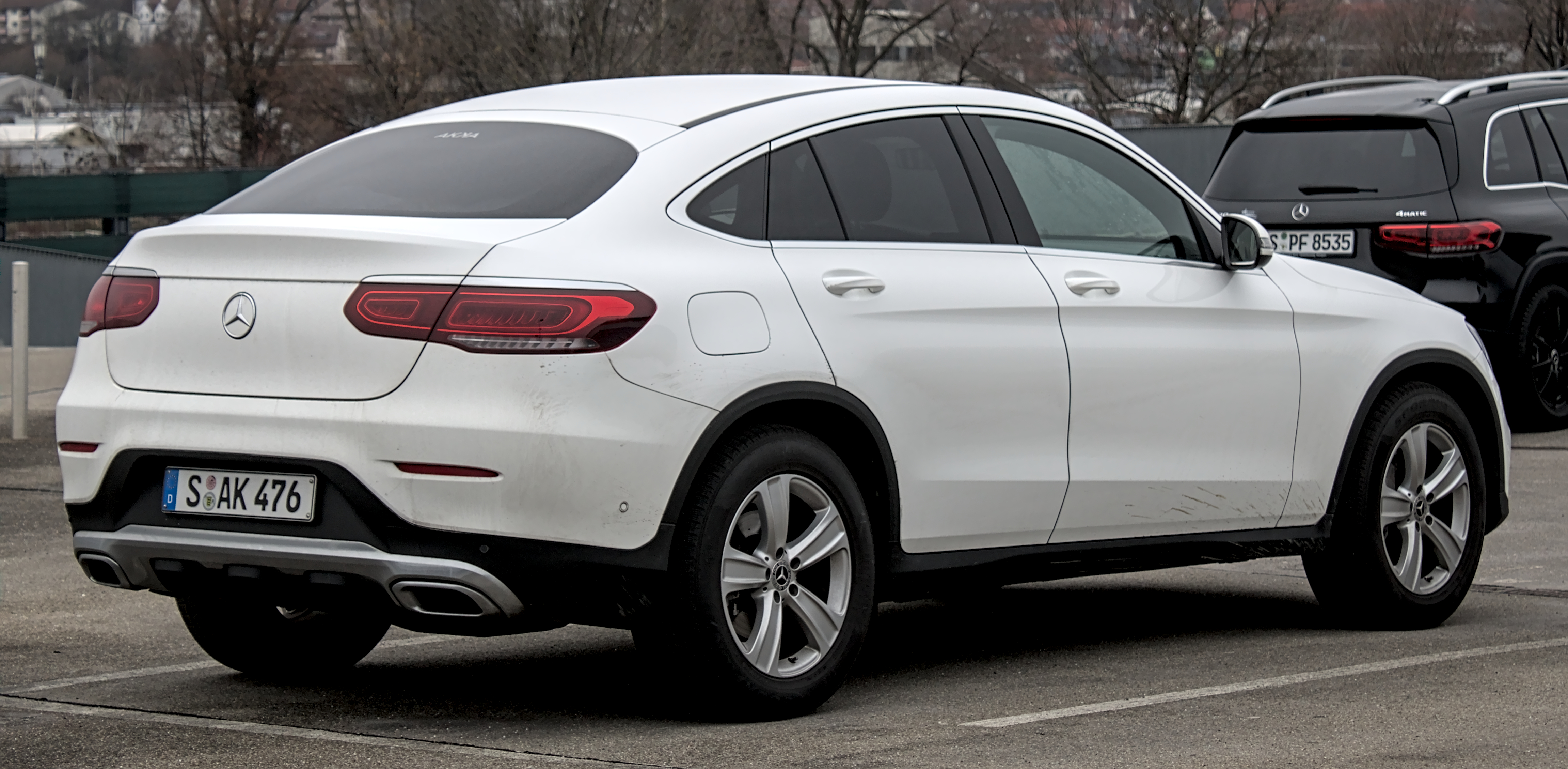
Heckansicht
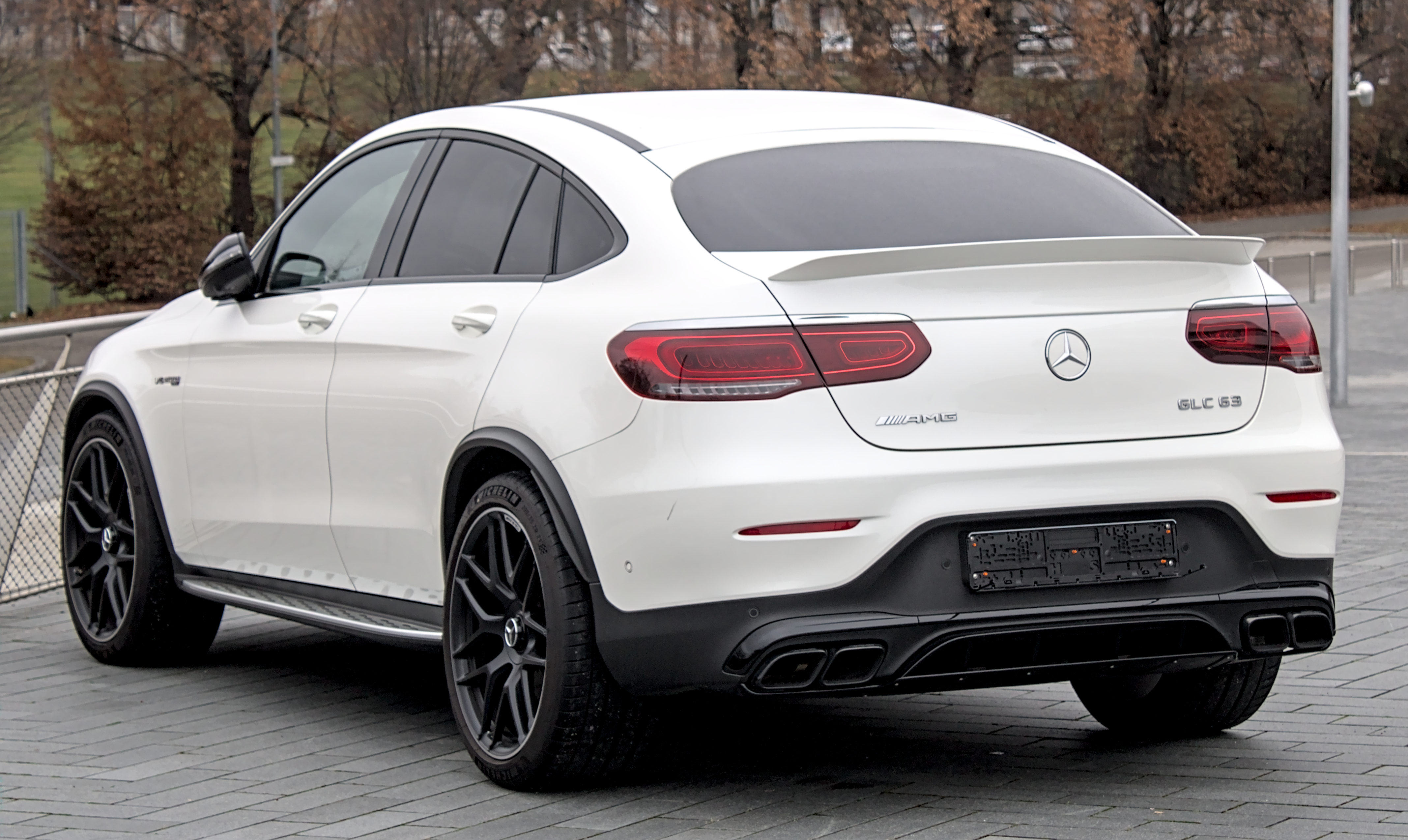
Mercedes-AMG GLC 63 4MATIC Coupé (2019–2023)
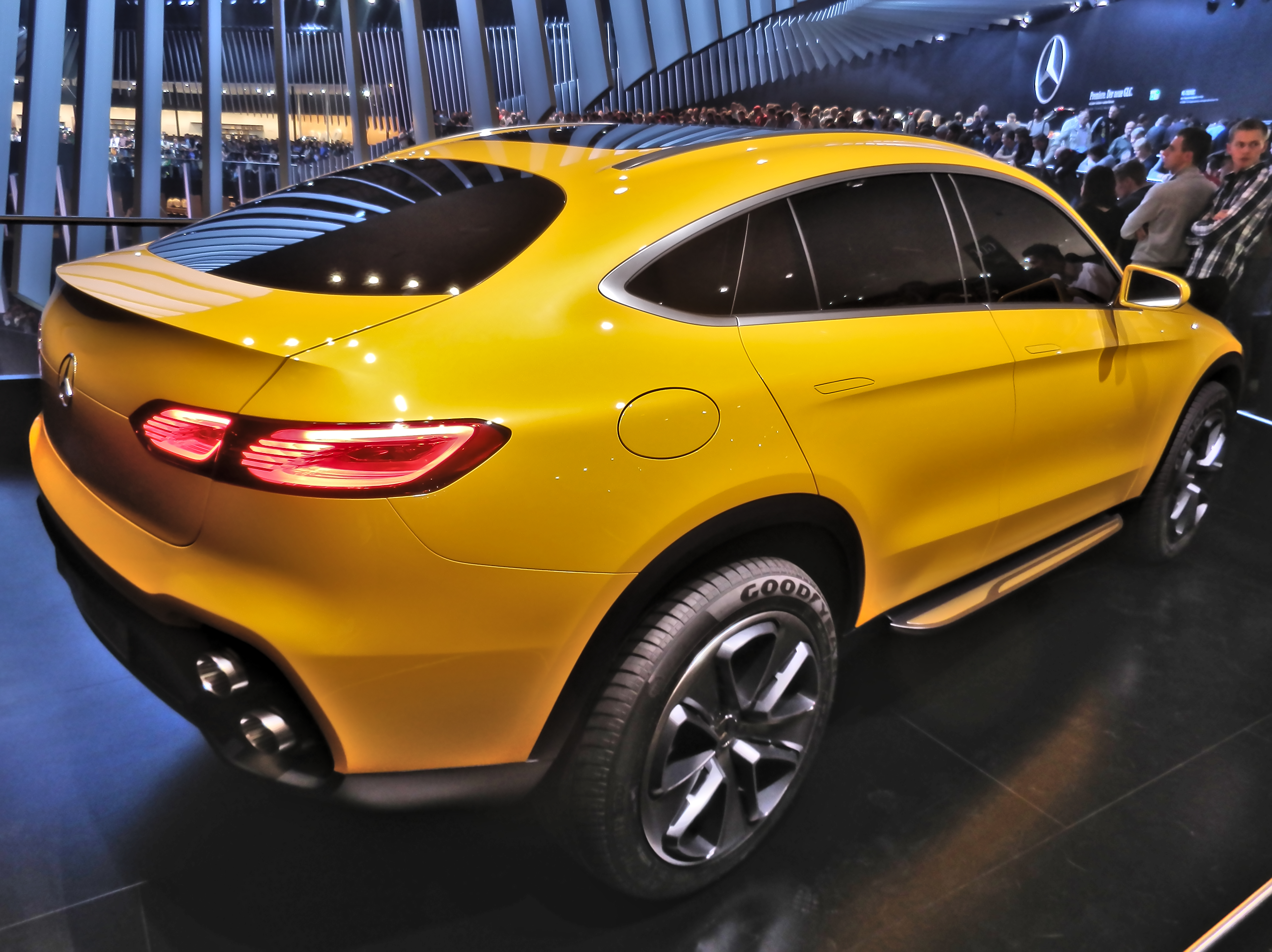
Mercedes-Benz Concept GLC Coupé auf der IAA 2015

## Technische Daten
Zur Markteinführung im September 2016 wurde das GLC Coupé in drei Motorvarianten angeboten (250 4MATIC, 220 d 4MATIC und 250 d 4MATIC). Neben einem 2,0-Liter-Ottomotor mit 155 kW (211 PS) war ein 2,1-Liter-Dieselmotor in den Leistungsstufen 125 kW (170 PS) und 150 kW (204 PS) erhältlich. Serienmäßig wurden diese Varianten mit Allradantrieb, einem 9-Gang-Automatikgetriebe und 18-Zoll-Rädern ausgeliefert.
Mit dem Änderungsjahr 2016/2 waren ab Oktober der Mercedes-AMG GLC 43 4MATIC mit 270 kW (367 PS), der Plug-in-Hybrid GLC 350 e 4MATIC mit 235 kW (320 PS), der GLC 300 4MATIC und der GLC 350 d 4MATIC bestellbar; deren Auslieferung erfolgte ab Dezember 2016. Auf der New York International Auto Show im April 2017 präsentierte Mercedes-AMG den GLC und das GLC Coupé als 63 4MATIC+ mit 350 kW (476 PS) und als 63 4MATIC+ S mit 375 kW (510 PS). Diese waren ab dem 16. Juni 2017 bestellbar und kamen im September 2017 auf den Markt.

### Plug-in-Hybrid
Der Plug-in-Hybrid GLC 350 e 4MATIC Coupé verfügt über eine in das Getriebegehäuse integrierte E-Maschine mit einer Maximalleistung von 85 kW und einem Drehmoment von 340 Nm. Im Zusammenspiel mit dem Vierzylinder-Ottomotor M 274 DE 20 AL ergibt sich eine Systemleistung von 235 kW (320 PS) und ein Systemdrehmoment von 560 Nm. Nach NEFZ kann eine rein elektrische Reichweite von 34 km erreicht werden. Da Nebenaggregate wie die Wasserpumpe, die Vakuumpumpe, die Lenkhilfepumpe und der Klimakompressor elektrifiziert wurden, entfällt der konventionelle Riementrieb. Der Generator entfällt ebenfalls, das 12-V-Bordnetz wird über einen DC/DC-Wandler aus dem Hochspannungsbordnetz gespeist. Hinter der Hinterachse ist die ca. 120 kg schwere Lithium-Ionen-Batterie mit 8,7 kWh Energieinhalt untergebracht. Es handelt sich um einen aus 120 in Serie verschalteten Zellen (22 Ah, 3,3 V) bestehenden Lithium-Eisenphosphat-Akkumulator mit einer Nennspannung von 396 V.

### Ottomotoren
| Kenngrößen                                  | GLC 200 4MATIC Coupé                              | GLC 250 4MATIC Coupé              | GLC 300 4MATIC Coupé              | GLC 300 4MATIC Coupé                              | GLC 300e 4MATIC Coupé                                                                            | GLC 350e 4MATIC Coupé                                                                            | Mercedes-AMG GLC 43 4MATIC Coupé  | Mercedes-AMG GLC 43 4MATIC Coupé   | Mercedes-AMG GLC 63 4MATIC+ Coupé                       | Mercedes-AMG GLC 63 S 4MATIC+ Coupé                     |
| Bauzeitraum                                 | 05/2019–03/2023                                   | 09/2016–05/2019                   | 12/2016–05/2019                   | 05/2019–03/2023                                   | 11/2019–03/2023                                                                                  | 12/2016–08/2018                                                                                  | 12/2016–05/2019                   | 07/2019–03/2023                    | 09/2017–03/2023                                         | 09/2017–03/2023                                         |
| Motorbezeichnung *                          | M 274 DE 20 AL                                    | M 274 DE 20 AL                    | M 274 DE 20 AL                    | M 274 DE 20 AL                                    | M 274 DE 20 AL                                                                                   | M 274 DE 20 AL                                                                                   | M 276 DE 30 AL                    | M 276 DE 30 AL                     | M 177 DE 40 AL                                          | M 177 DE 40 AL                                          |
| Motortyp                                    | R4-Ottomotor + Elektromotor                       | R4-Ottomotor                      | R4-Ottomotor                      | R4-Ottomotor + Elektromotor                       | R4-Ottomotor + Elektromotor                                                                      | R4-Ottomotor + Elektromotor                                                                      | V6-Ottomotor                      | V6-Ottomotor                       | V8-Ottomotor                                            | V8-Ottomotor                                            |
| Gemischaufbereitung                         | Direkteinspritzung                                | Direkteinspritzung                | Direkteinspritzung                | Direkteinspritzung                                | Direkteinspritzung                                                                               | Direkteinspritzung                                                                               | Direkteinspritzung                | Direkteinspritzung                 | Direkteinspritzung                                      | Direkteinspritzung                                      |
| Motoraufladung                              | Turbolader                                        | Turbolader                        | Turbolader                        | Turbolader                                        | Turbolader                                                                                       | Turbolader                                                                                       | Biturbo                           | Biturbo                            | Biturbo                                                 | Biturbo                                                 |
| Hubraum                                     | 1991 cm³                                          | 1991 cm³                          | 1991 cm³                          | 1991 cm³                                          | 1991 cm³                                                                                         | 1991 cm³                                                                                         | 2996 cm³                          | 2996 cm³                           | 3982 cm³                                                | 3982 cm³                                                |
| max. Leistung                               | 145 kW (197 PS) + 10 kW (14 PS) bei 5500–6100/min | 155 kW (211 PS) bei 5500/min      | 180 kW (245 PS) bei 5500/min      | 190 kW (258 PS) + 10 kW (14 PS) bei 5800–6100/min | 155 kW (211 PS) bei 1200–4000/min + 90 kW (122 PS) bei 0–2000/min Systemleistung 235 kW (320 PS) | 155 kW (211 PS) bei 1200–4000/min + 85 kW (116 PS) bei 0–2000/min Systemleistung 235 kW (320 PS) | 270 kW (367 PS) bei 5500–6000/min | 287 kW (390 PS) bei 5500–6000/min  | 350 kW (476 PS) bei 5500–6250/min                       | 375 kW (510 PS) bei 5500–6250/min                       |
| max. Drehmoment                             | 320 Nm bei 1650–4000/min                          | 350 Nm bei 1200–4000/min          | 370 Nm bei 1300–4000/min          | 370 Nm bei 1800–4000/min                          | Systemdrehmoment 700 Nm                                                                          | Systemdrehmoment 560 Nm                                                                          | 520 Nm bei 2000–4200/min          | 520 Nm bei 2500–4500/min           | 650 Nm bei 1750–4500/min                                | 700 Nm bei 1750–4500/min                                |
| Kraftübertragung                            |                                                   |                                   |                                   |                                                   |                                                                                                  |                                                                                                  |                                   |                                    |                                                         |                                                         |
| Antrieb, serienmäßig                        | Allradantrieb                                     | Allradantrieb                     | Allradantrieb                     | Allradantrieb                                     | Allradantrieb                                                                                    | Allradantrieb                                                                                    | Allradantrieb                     | Allradantrieb                      | Allradantrieb                                           | Allradantrieb                                           |
| Getriebe, serienmäßig                       | Neunstufen-Automatik (9G-Tronic)                  | Neunstufen-Automatik (9G-Tronic)  | Neunstufen-Automatik (9G-Tronic)  | Neunstufen-Automatik (9G-Tronic)                  | Neunstufen-Automatik (9G-Tronic)                                                                 | 7-Gang-Automatik (7G-TRONIC Plus)                                                                | Neunstufen-Automatik (9G-Tronic)  | Neunstufen-Automatik (9G-Tronic)   | AMG SPEEDSHIFT MCT 9-Gang-Getriebe                      | AMG SPEEDSHIFT MCT 9-Gang-Getriebe                      |
| Messwerte                                   |                                                   |                                   |                                   |                                                   |                                                                                                  |                                                                                                  |                                   |                                    |                                                         |                                                         |
| Höchstgeschwindigkeit                       | 216 km/h                                          | 222 km/h                          | 236 km/h                          | 240 km/h                                          | 230 km/h                                                                                         | 235 km/h                                                                                         | 250 km/h (1)                      | 250 km/h (1)                       | 250 km/h (1) (mit AMG Driver’s Package: 270 km/h) (1)   | 250 km/h (1) (mit AMG Driver’s Package: 280 km/h) (1)   |
| Beschleunigung, 0–100 km/h                  | 8,0 s                                             | 7,3 s                             | 6,5 s                             | 6,3 s                                             | 5,7 s                                                                                            | 5,9 s                                                                                            | 4,9 s                             | 4,9 s                              | 4,0 s                                                   | 3,8 s                                                   |
| Kraftstoffverbrauch auf 100 km (kombiniert) | 7,1–7,5 l Super                                   | 6,9–7,3 l Super                   | 7,5–7,8 l Super                   | 7,1–7,5 l Super                                   | 2,2–2,5 l Super                                                                                  | 2,5–2,7 l Super                                                                                  | 8,4–8,9 l Super Plus              | 10,2–10,6 l Super Plus             | 12,2–12,4 l Super Plus                                  | 12,3–12,4 l Super Plus                                  |
| CO2-Emission (kombiniert)                   | 161–170 g/km                                      | 159–170 g/km                      | 169 g/km                          | 161–170 g/km                                      | 50–58 g/km                                                                                       | 59–64 g/km                                                                                       | 203–192 g/km                      | 242–234 g/km                       | 283–278 g/km                                            | 282–280 g/km                                            |
| Abgasnorm nach EU-Klassifikation            | Euro 6d-TEMP (ab 07/2020: Euro 6d)                | Euro 6 (ab 07/2018: Euro 6d-TEMP) | Euro 6 (ab 07/2018: Euro 6d-TEMP) | Euro 6d-TEMP (ab 07/2020: Euro 6d)                | Euro 6d-TEMP (ab 07/2020: Euro 6d)                                                               | Euro 6                                                                                           | Euro 6 (ab 07/2018: Euro 6d-TEMP) | Euro 6d-TEMP (ab 07/2020: Euro 6d) | Euro 6 (ab 07/2018: Euro 6d-TEMP) (ab 07/2020: Euro 6d) | Euro 6 (ab 07/2018: Euro 6d-TEMP) (ab 07/2020: Euro 6d) |

### Dieselmotoren
| Kenngrößen                                  | GLC 200 d 4MATIC Coupé            | GLC 220 d 4MATIC Coupé           | GLC 220 d 4MATIC Coupé            | GLC 250 d 4MATIC Coupé           | GLC 300 d 4MATIC Coupé           | GLC 300 de 4MATIC Coupé                                                                     | GLC 350 d 4MATIC Coupé           | GLC 400 d 4MATIC Coupé            |
| Bauzeitraum                                 | 04/2019–03/2023                   | 04/2019–03/2023                  | 09/2016–04/2019                   | 09/2016–04/2019                  | 05/2019–03/2023                  | 05/2020–03/2023                                                                             | 12/2016–05/2018                  | ,07/2019–03/2023                  |
| Motorbezeichnung *                          | OM 654 DE 20 SCR                  | OM 654 DE 20 SCR                 | OM 651 DE 22 LA                   | OM 651 DE 22 LA                  | OM 654 DE 20 SCR                 | OM 654 DE 20 SCR                                                                            | OM 642 LS DE 30 LA               | OM 656 D 29 R SCR                 |
| Motortyp                                    | R4-Dieselmotor                    | R4-Dieselmotor                   | R4-Dieselmotor                    | R4-Dieselmotor                   | R4-Dieselmotor                   | R4-Dieselmotor                                                                              | V6-Dieselmotor                   | R6-Dieselmotor                    |
| Gemischaufbereitung                         | Common-Rail-Direkteinspritzung    | Common-Rail-Direkteinspritzung   | Common-Rail-Direkteinspritzung    | Common-Rail-Direkteinspritzung   | Common-Rail-Direkteinspritzung   | Common-Rail-Direkteinspritzung                                                              | Common-Rail-Direkteinspritzung   | Common-Rail-Direkteinspritzung    |
| Motoraufladung                              | Turbolader                        | Turbolader                       | Biturbo                           | Biturbo                          | Biturbo                          | Turbolader                                                                                  | Turbolader                       | Biturbo                           |
| Hubraum                                     | 1950 cm³                          | 1950 cm³                         | 2143 cm³                          | 2143 cm³                         | 1950 cm³                         | 1950 cm³                                                                                    | 2987 cm³                         | 2925 cm³                          |
| max. Leistung                               | 120 kW (163 PS) bei 3200–4600/min | 143 kW (194 PS) bei 3800/min     | 125 kW (170 PS) bei 3000–4200/min | 150 kW (204 PS) bei 3800/min     | 180 kW (245 PS) bei 4200/min     | 143 kW (194 PS) bei 3800/min + 90 kW (122 PS) bei 0–2000/min Systemleistung 225 kW (306 PS) | 190 kW (258 PS) bei 3400/min     | 243 kW (330 PS) bei 3600–4000/min |
| max. Drehmoment                             | 360 Nm bei 1600–3000/min          | 400 Nm bei 1600–2800/min         | 400 Nm bei 1400–2800/min          | 500 Nm bei 1600–1800/min         | 500 Nm bei 1600–2400/min         | Systemdrehmoment 700 Nm                                                                     | 620 Nm bei 1600–2400/min         | 700 Nm bei 1200–3200/min          |
| Kraftübertragung                            |                                   |                                  |                                   |                                  |                                  |                                                                                             |                                  |                                   |
| Antrieb, serienmäßig                        | Allradantrieb                     | Allradantrieb                    | Allradantrieb                     | Allradantrieb                    | Allradantrieb                    | Allradantrieb                                                                               | Allradantrieb                    | Allradantrieb                     |
| Getriebe, serienmäßig                       | Neunstufen-Automatik (9G-Tronic)  | Neunstufen-Automatik (9G-Tronic) | Neunstufen-Automatik (9G-Tronic)  | Neunstufen-Automatik (9G-Tronic) | Neunstufen-Automatik (9G-Tronic) | Neunstufen-Automatik (9G-Tronic)                                                            | Neunstufen-Automatik (9G-Tronic) | Neunstufen-Automatik (9G-Tronic)  |
| Messwerte                                   |                                   |                                  |                                   |                                  |                                  |                                                                                             |                                  |                                   |
| Höchstgeschwindigkeit                       | 206 km/h                          | 217 km/h                         | 210 km/h                          | 222 km/h                         | 233 km/h                         | 230 km/h                                                                                    | 238 km/h                         | 240 km/h                          |
| Beschleunigung, 0–100 km/h                  | 8,9 s                             | 7,9 s                            | 8,3 s                             | 7,6 s                            | 6,6 s                            | 6,2 s                                                                                       | 6,2 s                            | 5,1 s                             |
| Kraftstoffverbrauch auf 100 km (kombiniert) | 5,2–5,5 l Diesel                  | 5,2–5,5 l Diesel                 | 5,0–5,4 l Diesel                  | 5,0–5,4 l Diesel                 | 5,8–6,0 l Diesel                 | 1,9–2,0 l Diesel                                                                            | 6,0–6,2 l Diesel                 | 6,4–6,6 l Diesel                  |
| CO2-Emission (kombiniert)                   | 137–145 g/km                      | 137–145 g/km                     | 131–143 g/km                      | 131–143 g/km                     | 152–159 g/km                     | 45–52 g/km                                                                                  | 161–169 g/km                     | 168–175 g/km                      |
| Abgasnorm nach EU-Klassifikation            | Euro 6d                           | Euro 6d                          | Euro 6                            | Euro 6                           | Euro 6d                          | Euro 6d                                                                                     | Euro 6                           | Euro 6d                           |

* Die Motorbezeichnung ist wie folgt verschlüsselt:
M = Motor (Otto), OM = Ölmotor (Diesel), Baureihe = 3-stellig, D und DE = Direkteinspritzung, LS = Leistungssteigerung, Hubraum = Deziliter (gerundet), A = Abgasturbolader, L = Ladeluftkühlung, LA = wie AL, R = leistungsreduziert, SCR = Art der Abgasnachbehandlung